# Derbi de Italia
El derbi de Italia (it. Derby d'Italia), es el nombre que recibe el encuentro de fútbol disputado entre las escuadras más exitosas en competencias nacionales, que son Juventus de Turín e Inter de Milán. El primer encuentro entre ambos clubes se disputó en 1909 y desde entonces se han enfrentado en numerosas ocasiones. La mayor cantidad de encuentros corresponde a la máxima categoría del fútbol profesional de Italia, la Serie A, aunque también se han enfrentado por la Copa de Italia.

## Historia

### Origen del término

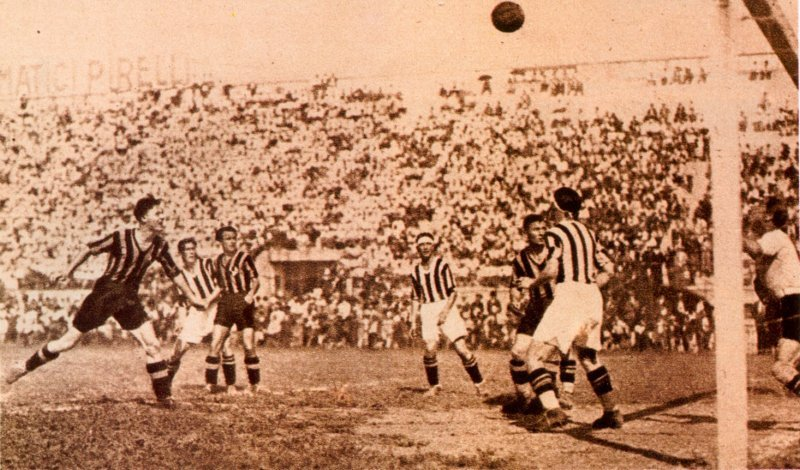
Campeonato italiano 1929–30, Inter — Juventus (2-0).

El término fue usado por primera vez en el año 1967 por el periodista italiano Gianni Brera para indicar la comparación entre dos equipos caracterizados por una profunda rivalidad, típica de los desafíos «urbanos». Una de las principales razones para dicha denominación fue que durante aquella época tanto el Inter de Milán como la Juventus eran los dos clubes con mayor palmarés, tanto a nivel nacional como internacional, además de atraer la simpatía de un gran número de aficionados. El duelo entre ambos, es quizás el clásico del fútbol italiano más intenso disputado entre dos equipos de diferentes ciudades.

### Origen de la rivalidad
Diversos aspectos han contribuido a que exista una gran rivalidad entre ambos clubes como los son: el palmarés, la popularidad, la tradición histórica, entre otros. En lo que a logros se refiere, la Juventus posee 60 títulos a nivel nacional (36 campeonatos de Serie A, 15 Copas de Italia, 9 Supercopas de Italia) y 11 a nivel internacional (2 Copas Intercontinental, 2 Ligas de Campeones de la UEFA, 1 Recopa de Europa, 3 Copas de la UEFA, 1 Copa Intertoto de la UEFA y 2 Supercopas de Europa). Mientras que si bien el Inter de Milán posee un impresionante número de títulos, este palidece en comparación al de la Juve. Los nerazzurri poseen 35 títulos a nivel nacional (19 campeonatos de Serie A, 9 Copas de Italia, 7 Supercopas de Italia) y 9 a nivel internacional (2 Copas Intercontinental, 3 Ligas de Campeones de la UEFA, 3 Copas de la UEFA y 1 Copa Mundial de Clubes de la FIFA).
Otro aspecto es el de la popularidad de los clubes. Juventus e Inter son de los dos clubes más populares de Italia, según un sondeo realizado por el Instituto Demos y publicado en el diario La Repubblica en agosto de 2008. La Juventus se ubica primero con alrededor de 12 millones de aficionados, (uno de cada cuatro sobre el territorio italiano), lo que representa un 32,5% de preferencias, mientras que el Inter se ubica tercero en las preferencias con el 15%.
Un aspecto a destacar es que el origen de la rivalidad se debe exclusivamente a la competencia deportiva y no tiene otro tipo de trasfondo social o histórico como poseen otras rivalidades. De hecho, ambos clubes protagonizan enfrentamientos con sus rivales locales en sus ciudades, en derbis de un trasfondo más social e histórico siendo así que en la ciudad de Milan el Inter protagoniza el Derbi de Milan contra la Associazione Calcio Milan mientras que Juventus protagoniza frente al Torino Football Club el Derbi de Turín.

### Polémicas

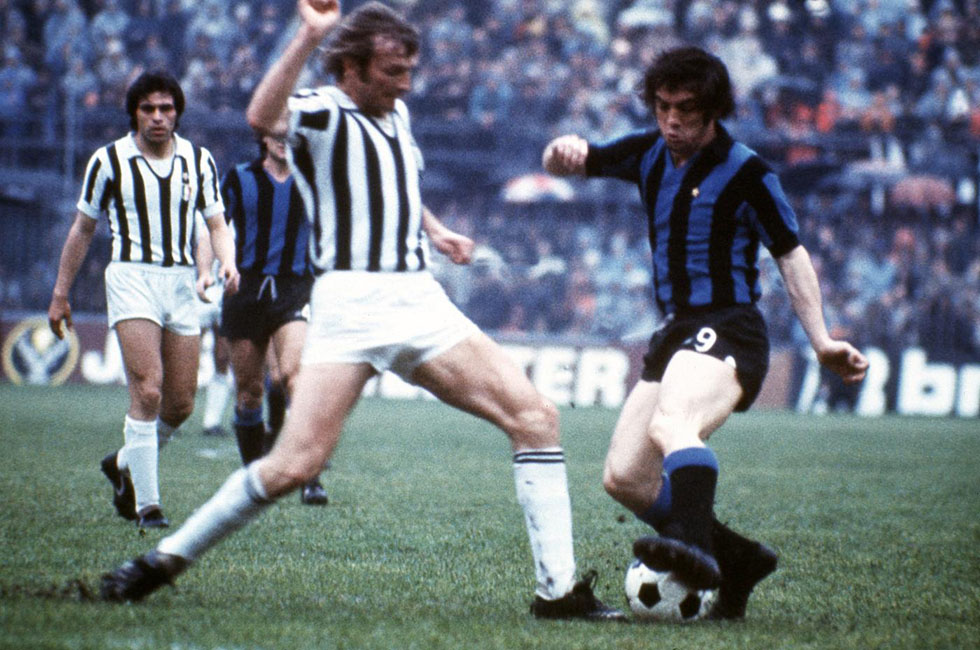
Francesco Morini de la Juventus frente a Roberto Boninsegna del Inter durante un derbi de la temporada 1973-74.

Las controversias a lo largo del historial de estos enfrentamientos son también parte importante de la rivalidad entre ambos clubes y sus respectivas hinchadas. En 1961, cuando aún quedaban 7 rondas al final del campeonato, el encuentro en Turín entre ambos conjuntos concluyó con una invasión de campo por parte del público de casa al minuto 31 con el resultado de 0-0, porque las gradas estaban llenas. La liga originalmente concedió la victoria al Inter de Milán, pero luego de una apelación presentada por el cuadro bianconero se ordenó disputar el encuentro nuevamente. Indignados ante la decisión, el Inter envió su equipo juvenil el cual fue derrotado por 9-1.
Más recientemente, siendo el primer derbi disputado en la temporada 1997/98 entre el Inter y la Juventus causó mucha polémica. Taribo West cometió una falta en área sobre Filippo Inzaghi pero el árbitro no cobró el penal y en el final del partido Djorkaeff marcó el gol decisivo para la victoria interista. En el juego de regreso, al final de la temporada, el Inter se encontraba a sólo un punto por detrás de la Juventus con sólo tres partidos por jugar. El encuentro, si bien era intenso y disputado, transcurría de manera normal. Hasta que a los 21 minutos Alessandro Del Piero anotó un gol venciendo la resistencia del portero interista Gianluca Pagliuca. Iván Zamorano ingresó al área y envió el balón hacia Ronaldo. Parecía que esté marcaría el empate interista pero el defensa juventino Mark Iuliano le bloqueó el paso.
Con todas las miradas pendientes del árbitro Piero Ceccarini para que señalase la pena máxima, el hombre de negro no hizo ningún cobro. La bola siguió rápidamente su camino hacia Edgar Davids, quien pasó el balón a Zinedine Zidane habilitando éste a su vez a Del Piero. West golpeó al delantero, el cual cayó dentro del área, a lo que Ceccarini cobró el penal. No obstante, Pagliuca se tomó revancha del gol de Del Piero y detuvo su lanzamiento. A pesar de esto, los ánimos se habían encendido. Zé Elias vio la tarjeta roja por saltar con el codo. Los jugadores del Inter estaban furiosos. Al final Juventus ganó el juego y con esto aseguró el Scudetto con 5 puntos por delante.
En el 2016 el ex árbitro Piero Ceccarini reiteró la decisión de 18 años antes: “Volvería, no daría esa pena incluso bajo tortura. Fue avance de Ronaldo".

### Escándalo de los pasaportes falsos
El Escándalo de los pasaportes falsos, también conocido como Passaportopoli, fue un escándalo que golpeó al fútbol italiano en 2001 y se refería a la naturalización ilegal de ciertos futbolistas no europeos. Fue el primer caso de falsificación documental en el fútbol europeo.
Los equipos corrían el riesgo de ser excluidos del campeonato.
Claramente, estos hechos crearon un rencor adicional, también porque los equipos involucrados no fueran penalizados fuertemente, como sucedió en Francia al Saint-Étienne que bajó a la segunda división. Por los equipos involucrados de hecho no hubo 
ninguna penalización en la clasificación.

### El escándalo del Calciopoli
Recientemente la ya intensa rivalidad Inter - Juventus se ha visto aumentada a raíz de la crisis de Calciopoli ocurrida en el 2006. Al final de la temporada la Juve se había hecho con el scudetto, no obstante había denuncias de corrupción de árbitros y arreglo de partidos contra la Juventus y el AC Milan. Durante el periodo de investigación se atacaron mutuamente entre ambos clubes y cuando finalmente se calmaron los ánimos sucedió lo peor: se descubrieron llamadas telefónicas en donde directivos de la Juventus y el AC Milan habían ejercido presión sobre los árbitros para obtener resultados favorables en los partidos. Esto demostró que algunos partidos de la liga estaban arreglados con anticipación. Esta situación causó la indignación por parte de directivos e hinchas del Inter quienes pidieron el castigo máximo para estos clubes.
En julio de 2006, se conoció la sentencia contra la Juventus y sus dirigentes involucrados en el escándalo deportivo. Luciano Moggi y Antonio Giraudo, ambos dirigentes de la Juve, debieron pagar multas en dinero, fueron suspendidos para ejercer sus cargos y tuvieron que cumplir algunos años en prisión. El Milan, aunque se salvó de descender a la Serie B, igual fue castigado con la pérdida de puntos en la temporada 2006-2007. La Juve perdió los Scudettos de las temporadas 2004-2005 y 2005-2006, además, Juventus fue descendido de categoría por lo cual en la temporada 2006-2007 debió jugar en la Serie B y el Inter, que había quedado tercero en el último campeonato, tras la Juventus y el Milan, reclamó que se le otorgase el Scudetto de 2006. Finalmente, el Scudetto 2004-2005 quedó desierto (sin ganador) y el Scudetto 2005-2006 se lo concedieron al Inter. Como resultado del descenso de la Juventus de la Serie A, varias de sus estrellas decidieron irse del club ya que se rehusaron a jugar en la Serie B. Entre estas estrellas de la Juventus estaban Zlatan Ibrahimović y Patrick Vieira que firmaron por el Inter para la temporada 2006-2007. Este hecho causó gran resentimiento entre los hinchas de la vecchia signora al ver a dos de sus estrellas irse hacia el bando contrario y como su equipo quedaba relegado a jugar el torneo de ascenso mientras el Inter pasaba a ocupar el título de campeón que se les había arrebatado. 
Luego de una temporada en el ascenso, Juventus retornó a la máxima categoría al obtener el título de la Segunda División italiana de la mano del técnico Didier Deschamps. Desde su vuelta a la Serie A, la Juve ha logrado un nuevo scudetto en la pasada temporada la cual fue muy mala para el Inter que logró un pobre 6º puesto.
La continuación de la investigación sobre Calciopoli muestra varias llamadas del patrón Massimo Moratti, el exlíder interista Giacinto Facchetti, de Adriano Galliani y otros líderes italianos a los árbitros y miembros de la federación italiana. El club bianconero luego consideró al Inter como un "club de trampa" porque estaba involucrado en el caso (esto se descubrirá 5 años después, en 2011), pero despeja las sospechas y recupera los títulos del Club de Fútbol Juventus. Por esta razón, la investigación ha sido renombrada por algunos "Farsopoli".

###### Resultados de partidos oficiales
| Temporada | Competición                     | Fecha      | Equipo local | Resultado | Equipo visitante |
| --------- | ------------------------------- | ---------- | ------------ | --------- | ---------------- |
| 1909–10   | Prima Categoria                 | 14-11-1909 | Juventus     | 2–0       | Inter            |
| 1909–10   | Prima Categoria                 | 28-11-1909 | Inter        | 1–0       | Juventus         |
| 1910–11   | Prima Categoria                 | 12-03-1911 | Inter        | 1–1       | Juventus         |
| 1910–11   | Prima Categoria                 | 28-05-1911 | Juventus     | 0–2       | Inter            |
| 1911–12   | Prima Categoria                 | 26-11-1911 | Inter        | 6–1       | Juventus         |
| 1911–12   | Prima Categoria                 | 11-02-1912 | Juventus     | 0–4       | Inter            |
| 1913–14   | Prima Categoria                 | 14-12-1913 | Juventus     | 7–2       | Inter            |
| 1913–14   | Prima Categoria                 | 04-01-1914 | Inter        | 6–1       | Juventus         |
| 1913–14   | Prima Categoria                 | 22-03-1914 | Juventus     | 1–0       | Inter            |
| 1913–14   | Prima Categoria                 | 17-05-1914 | Inter        | 2–2       | Juventus         |
| 1919–20   | Prima Categoria                 | 23-05-1920 | Juventus     | 0–1       | Inter            |
| 1923–24   | Prima Divisione                 | 07-10-1923 | Juventus     | 2–0       | Inter            |
| 1923–24   | Prima Divisione                 | 20-04-1924 | Inter        | 2–2       | Juventus         |
| 1926–27   | Divisione Nazionale             | 07-11-1926 | Juventus     | 4–1       | Inter            |
| 1926–27   | Divisione Nazionale             | 06-02-1927 | Inter        | 3–0       | Juventus         |
| 1926–27   | Divisione Nazionale             | 10-04-1927 | Inter        | 2–1       | Juventus         |
| 1926–27   | Divisione Nazionale             | 26-06-1927 | Juventus     | 1–3       | Inter            |
| 1927–28   | Divisione Nazionale             | 12-08-1927 | Juventus     | 1–1       | Inter            |
| 1927–28   | Divisione Nazionale             | 26-02-1928 | Inter        | 1–0       | Juventus         |
| 1927–28   | Divisione Nazionale             | 17-05-1928 | Inter        | 1–4       | Juventus         |
| 1927–28   | Divisione Nazionale             | 22-07-1928 | Juventus     | 1–0       | Inter            |
| 1928–29   | Divisione Nazionale             | 25-11-1928 | Juventus     | 0–0       | Inter            |
| 1928–29   | Divisione Nazionale             | 21-04-1929 | Inter        | 4–2       | Juventus         |
| 1928–29   | Mitropa Cup play-off            | 30-05-1929 | Juventus     | 1–0       | Inter            |
| 1929–30   | Serie A                         | 19-03-1930 | Juventus     | 1–2       | Inter            |
| 1929–30   | Serie A                         | 29-06-1930 | Inter        | 2–0       | Juventus         |
| 1930–31   | Serie A                         | 18-01-1931 | Inter        | 2–3       | Juventus         |
| 1930–31   | Serie A                         | 21-06-1931 | Juventus     | 1–0       | Inter            |
| 1931–32   | Serie A                         | 17-01-1932 | Juventus     | 6–2       | Inter            |
| 1931–32   | Serie A                         | 05-06-1932 | Inter        | 2–4       | Juventus         |
| 1932–33   | Serie A                         | 18-12-1932 | Juventus     | 3–0       | Inter            |
| 1932–33   | Serie A                         | 25-05-1933 | Inter        | 2–2       | Juventus         |
| 1933–34   | Serie A                         | 12-11-1933 | Inter        | 3–2       | Juventus         |
| 1933–34   | Serie A                         | 01-04-1934 | Juventus     | 0–0       | Inter            |
| 1934–35   | Serie A                         | 18-11-1934 | Juventus     | 1–0       | Inter            |
| 1934–35   | Serie A                         | 31-03-1935 | Inter        | 0–0       | Juventus         |
| 1935–36   | Serie A                         | 17-11-1935 | Inter        | 4–0       | Juventus         |
| 1935–36   | Serie A                         | 15-03-1936 | Juventus     | 1–0       | Inter            |
| 1935–36   | Coppa Italia R16                | 21-05-1936 | Inter        | 0–1       | Juventus         |
| 1936–37   | Serie A                         | 18-10-1936 | Juventus     | 1–1       | Inter            |
| 1936–37   | Serie A                         | 21-02-1937 | Inter        | 2–0       | Juventus         |
| 1937–38   | Serie A                         | 14-11-1937 | Inter        | 2–1       | Juventus         |
| 1937–38   | Serie A                         | 13-03-1938 | Juventus     | 2–1       | Inter            |
| 1937–38   | Coppa Italia Semifinal          | 21-04-1938 | Juventus     | 2–0       | Inter            |
| 1938–39   | Serie A                         | 16-10-1938 | Inter        | 5–0       | Juventus         |
| 1938–39   | Serie A                         | 26-02-1939 | Juventus     | 0–0       | Inter            |
| 1939–40   | Serie A                         | 17-09-1939 | Inter        | 4–0       | Juventus         |
| 1939–40   | Serie A                         | 21-01-1940 | Juventus     | 1–0       | Inter            |
| 1940–41   | Serie A                         | 10-11-1940 | Inter        | 2–1       | Juventus         |
| 1940–41   | Serie A                         | 02-03-1941 | Juventus     | 2–0       | Inter            |
| 1940–41   | Coppa Italia R32                | 11-05-1941 | Inter        | 0–2       | Juventus         |
| 1941–42   | Serie A                         | 04-01-1942 | Inter        | 4–1       | Juventus         |
| 1941–42   | Serie A                         | 17-05-1942 | Juventus     | 4–0       | Inter            |
| 1942–43   | Serie A                         | 29-11-1942 | Juventus     | 4–2       | Inter            |
| 1942–43   | Serie A                         | 14-03-1943 | Inter        | 3–1       | Juventus         |
| 1944      | Campeonato Alta Italia          | 28-05-1944 | Inter        | 2–1       | Juventus         |
| 1944      | Campeonato Alta Italia          | 11-06-1944 | Juventus     | 1–0       | Inter            |
| 1945–46   | Serie A-B                       | 18-11-1945 | Inter        | 2–2       | Juventus         |
| 1945–46   | Serie A-B                       | 17-02-1946 | Juventus     | 0–0       | Inter            |
| 1945–46   | Serie A-B                       | 05-05-1946 | Inter        | 1–0       | Juventus         |
| 1945–46   | Serie A-B                       | 23-06-1946 | Juventus     | 1–0       | Inter            |
| 1946–47   | Serie A                         | 15-12-1946 | Juventus     | 4–1       | Inter            |
| 1946–47   | Serie A                         | 18-05-1947 | Inter        | 0–0       | Juventus         |
| 1947–48   | Serie A                         | 12-10-1947 | Inter        | 4–2       | Juventus         |
| 1947–48   | Serie A                         | 14-03-1948 | Juventus     | 2–0       | Inter            |
| 1948–49   | Serie A                         | 04-11-1948 | Juventus     | 0–1       | Inter            |
| 1948–49   | Serie A                         | 06-03-1949 | Inter        | 1–1       | Juventus         |
| 1949–50   | Serie A                         | 13-11-1949 | Juventus     | 3–2       | Inter            |
| 1949–50   | Serie A                         | 26-03-1950 | Inter        | 2–4       | Juventus         |
| 1950–51   | Serie A                         | 03-12-1950 | Inter        | 3–0       | Juventus         |
| 1950–51   | Serie A                         | 22-04-1951 | Juventus     | 0–2       | Inter            |
| 1951–52   | Serie A                         | 06-01-1952 | Juventus     | 3–2       | Inter            |
| 1951–52   | Serie A                         | 01-06-1952 | Inter        | 3–2       | Juventus         |
| 1952–53   | Serie A                         | 04-01-1953 | Inter        | 2–0       | Juventus         |
| 1952–53   | Serie A                         | 10-05-1953 | Juventus     | 2–1       | Inter            |
| 1953–54   | Serie A                         | 22-11-1953 | Juventus     | 2–2       | Inter            |
| 1953–54   | Serie A                         | 04-04-1954 | Inter        | 6–0       | Juventus         |
| 1954–55   | Serie A                         | 12-12-1954 | Inter        | 1–2       | Juventus         |
| 1954–55   | Serie A                         | 24-04-1955 | Juventus     | 3–2       | Inter            |
| 1955–56   | Serie A                         | 08-01-1956 | Juventus     | 1–0       | Inter            |
| 1955–56   | Serie A                         | 13-05-1956 | Inter        | 0–2       | Juventus         |
| 1956–57   | Serie A                         | 14-10-1956 | Inter        | 1–1       | Juventus         |
| 1956–57   | Serie A                         | 03-03-1957 | Juventus     | 5–1       | Inter            |
| 1957–58   | Serie A                         | 27-10-1957 | Juventus     | 3–1       | Inter            |
| 1957–58   | Serie A                         | 16-03-1958 | Inter        | 2–2       | Juventus         |
| 1958–59   | Serie A                         | 18-12-1958 | Inter        | 1–3       | Juventus         |
| 1958–59   | Serie A                         | 19-04-1959 | Juventus     | 3–2       | Inter            |
| 1958–59   | Coppa Italia Final              | 13-09-1959 | Inter        | 1–4       | Juventus         |
| 1959–60   | Serie A                         | 13-12-1959 | Juventus     | 1–0       | Inter            |
| 1959–60   | Serie A                         | 24-04-1960 | Inter        | 0–3       | Juventus         |
| 1960–61   | Serie A                         | 18-12-1960 | Inter        | 3–1       | Juventus         |
| 1960–61   | Serie A                         | 10-06-1961 | Juventus     | 9–1       | Inter            |
| 1961–62   | Serie A                         | 22-10-1961 | Juventus     | 2–4       | Inter            |
| 1961–62   | Serie A                         | 25-02-1962 | Inter        | 2–2       | Juventus         |
| 1962–63   | Serie A                         | 23-12-1962 | Inter        | 1–0       | Juventus         |
| 1962–63   | Serie A                         | 28-04-1963 | Juventus     | 0–1       | Inter            |
| 1963–64   | Serie A                         | 22-12-1963 | Juventus     | 4–1       | Inter            |
| 1963–64   | Serie A                         | 03-05-1964 | Inter        | 1–0       | Juventus         |
| 1964–65   | Serie A                         | 27-12-1964 | Inter        | 1–1       | Juventus         |
| 1964–65   | Serie A                         | 16-05-1965 | Juventus     | 0–2       | Inter            |
| 1964–65   | Coppa Italia Final              | 29-08-1965 | Juventus     | 1–0       | Inter            |
| 1965–66   | Serie A                         | 02-01-1966 | Juventus     | 0–0       | Inter            |
| 1965–66   | Serie A                         | 08-05-1966 | Inter        | 3–1       | Juventus         |
| 1966–67   | Serie A                         | 31-12-1966 | Inter        | 1–1       | Juventus         |
| 1966–67   | Serie A                         | 07-05-1967 | Juventus     | 1–0       | Inter            |
| 1967–68   | Serie A                         | 31-12-1967 | Juventus     | 3–2       | Inter            |
| 1967–68   | Serie A                         | 28-04-1968 | Inter        | 0–0       | Juventus         |
| 1968–69   | Serie A                         | 12-01-1969 | Inter        | 1–2       | Juventus         |
| 1968–69   | Serie A                         | 04-05-1969 | Juventus     | 1–0       | Inter            |
| 1969–70   | Serie A                         | 26-10-1969 | Juventus     | 2–1       | Inter            |
| 1969–70   | Serie A                         | 01-03-1970 | Inter        | 0–0       | Juventus         |
| 1970–71   | Serie A                         | 27-12-1970 | Inter        | 2–0       | Juventus         |
| 1970–71   | Serie A                         | 18-04-1971 | Juventus     | 1–1       | Inter            |
| 1970–71   | Trofeo Picchi                   | 19-06-1971 | Inter        | 3–1       | Juventus         |
| 1971–72   | Serie A                         | 02-01-1972 | Inter        | 0–0       | Juventus         |
| 1971–72   | Serie A                         | 23-04-1972 | Juventus     | 3–0       | Inter            |
| 1971–72   | Coppa Italia R2                 | 04-06-1972 | Inter        | 3–1       | Juventus         |
| 1971–72   | Coppa Italia R2                 | 25-06-1972 | Juventus     | 2–1       | Inter            |
| 1972–73   | Serie A                         | 07-01-1973 | Inter        | 0–2       | Juventus         |
| 1972–73   | Serie A                         | 13-05-1973 | Juventus     | 2–1       | Inter            |
| 1972–73   | Coppa Italia R2                 | 17-06-1973 | Inter        | 1–1       | Juventus         |
| 1972–73   | Coppa Italia R2                 | 27-06-1973 | Juventus     | 4–2       | Inter            |
| 1973–74   | Serie A                         | 06-01-1974 | Juventus     | 2–0       | Inter            |
| 1973–74   | Serie A                         | 28-04-1974 | Inter        | 0–2       | Juventus         |
| 1974–75   | Serie A                         | 01-12-1974 | Inter        | 0–1       | Juventus         |
| 1974–75   | Serie A                         | 23-03-1975 | Juventus     | 1–0       | Inter            |
| 1974–75   | Coppa Italia R2                 | 29-05-1975 | Juventus     | 1–2       | Inter            |
| 1974–75   | Coppa Italia R2                 | 19-06-1975 | Inter        | 2–6       | Juventus         |
| 1975–76   | Coppa Italia R1                 | 31-08-1975 | Inter        | 1–0       | Juventus         |
| 1975–76   | Serie A                         | 14-12-1975 | Juventus     | 2–0       | Inter            |
| 1975–76   | Serie A                         | 04-04-1976 | Inter        | 1–0       | Juventus         |
| 1976–77   | Serie A                         | 16-01-1977 | Juventus     | 2–0       | Inter            |
| 1976–77   | Serie A                         | 08-05-1977 | Inter        | 0–2       | Juventus         |
| 1976–77   | Coppa Italia R2                 | 12-06-1977 | Juventus     | 0–1       | Inter            |
| 1976–77   | Coppa Italia R2                 | 19-06-1977 | Inter        | 1–0       | Juventus         |
| 1977–78   | Serie A                         | 18-12-1977 | Inter        | 0–1       | Juventus         |
| 1977–78   | Serie A                         | 08-04-1978 | Juventus     | 2–2       | Inter            |
| 1978–79   | Serie A                         | 10-12-1978 | Juventus     | 1–1       | Inter            |
| 1978–79   | Serie A                         | 14-04-1979 | Inter        | 2–1       | Juventus         |
| 1978–79   | Coppa Italia Cuartos de final   | 25-04-1979 | Juventus     | 3–1       | Inter            |
| 1978–79   | Coppa Italia Cuartos de final   | 09-05-1979 | Inter        | 1–0       | Juventus         |
| 1979–80   | Serie A                         | 11-11-1979 | Inter        | 4–0       | Juventus         |
| 1979–80   | Coppa Italia Cuartos de final   | 28-11-1979 | Inter        | 1–2       | Juventus         |
| 1979–80   | Coppa Italia Cuartos de final   | 30-01-1980 | Juventus     | 0–0       | Inter            |
| 1979–80   | Serie A                         | 23-03-1980 | Juventus     | 2–0       | Inter            |
| 1980–81   | Serie A                         | 23-11-1980 | Juventus     | 2–1       | Inter            |
| 1980–81   | Serie A                         | 29-03-1981 | Inter        | 1–0       | Juventus         |
| 1981–82   | Serie A                         | 20-12-1981 | Inter        | 0–0       | Juventus         |
| 1981–82   | Serie A                         | 25-04-1982 | Juventus     | 1–0       | Inter            |
| 1982–83   | Serie A                         | 19-12-1982 | Inter        | 0–0       | Juventus         |
| 1982–83   | Serie A                         | 01-05-1983 | Juventus     | 0–2       | Inter            |
| 1982–83   | Coppa Italia Semifinal          | 11-06-1983 | Juventus     | 2–1       | Inter            |
| 1982–83   | Coppa Italia Semifinal          | 15-06-1983 | Inter        | 0–0       | Juventus         |
| 1983–84   | Serie A                         | 18-12-1983 | Juventus     | 2–0       | Inter            |
| 1983–84   | Serie A                         | 29-04-1984 | Inter        | 1–2       | Juventus         |
| 1984–85   | Serie A                         | 11-11-1984 | Inter        | 4–0       | Juventus         |
| 1984–85   | Serie A                         | 24-03-1985 | Juventus     | 3–1       | Inter            |
| 1985–86   | Serie A                         | 24-11-1985 | Inter        | 1–1       | Juventus         |
| 1985–86   | Serie A                         | 23-03-1986 | Juventus     | 2–0       | Inter            |
| 1986–87   | Serie A                         | 26-10-1986 | Juventus     | 1–1       | Inter            |
| 1986–87   | Serie A                         | 15-03-1987 | Inter        | 2–1       | Juventus         |
| 1987–88   | Serie A                         | 25-10-1987 | Inter        | 2–1       | Juventus         |
| 1987–88   | Serie A                         | 06-03-1988 | Juventus     | 1–0       | Inter            |
| 1988–89   | Serie A                         | 18-12-1988 | Inter        | 1–1       | Juventus         |
| 1988–89   | Serie A                         | 07-05-1989 | Juventus     | 1–1       | Inter            |
| 1989–90   | Serie A                         | 17-09-1989 | Inter        | 2–1       | Juventus         |
| 1989–90   | Serie A                         | 28-01-1990 | Juventus     | 1–0       | Inter            |
| 1990–91   | Serie A                         | 28-10-1990 | Juventus     | 4–2       | Inter            |
| 1990–91   | Serie A                         | 10-03-1991 | Inter        | 2–0       | Juventus         |
| 1991–92   | Serie A                         | 08-12-1991 | Juventus     | 2–1       | Inter            |
| 1991–92   | Coppa Italia Cuartos de final   | 12-02-1992 | Juventus     | 1–0       | Inter            |
| 1991–92   | Coppa Italia Cuartos de final   | 26-02-1992 | Inter        | 1–2 1     | Juventus         |
| 1991–92   | Serie A                         | 26-04-1992 | Inter        | 1–3       | Juventus         |
| 1992–93   | Serie A                         | 25-10-1992 | Inter        | 3–1       | Juventus         |
| 1992–93   | Serie A                         | 21-03-1993 | Juventus     | 0–2       | Inter            |
| 1993–94   | Serie A                         | 28-11-1993 | Inter        | 2–2       | Juventus         |
| 1993–94   | Serie A                         | 02-04-1994 | Juventus     | 1–0       | Inter            |
| 1994–95   | Serie A                         | 02-10-1994 | Juventus     | 0–0       | Inter            |
| 1994–95   | Serie A                         | 05-03-1995 | Inter        | 0–0       | Juventus         |
| 1995–96   | Serie A                         | 17-12-1995 | Juventus     | 1–0       | Inter            |
| 1995–96   | Serie A                         | 20-04-1996 | Inter        | 1–2       | Juventus         |
| 1996–97   | Serie A                         | 20-10-1996 | Juventus     | 2–0       | Inter            |
| 1996–97   | Coppa Italia Cuartos de final   | 13-11-1996 | Juventus     | 0–3       | Inter            |
| 1996–97   | Coppa Italia Cuartos de final   | 18-12-1996 | Inter        | 1–1       | Juventus         |
| 1996–97   | Serie A                         | 09-03-1997 | Inter        | 0–0       | Juventus         |
| 1997–98   | Serie A                         | 04-01-1998 | Inter        | 1–0       | Juventus         |
| 1997–98   | Serie A                         | 26-04-1998 | Juventus     | 1–0       | Inter            |
| 1998–99   | Serie A                         | 25-10-1998 | Juventus     | 1–0       | Inter            |
| 1998–99   | Serie A                         | 27-02-1999 | Inter        | 0–0       | Juventus         |
| 1999–2000 | Serie A                         | 12-12-1999 | Juventus     | 1–0       | Inter            |
| 1999–2000 | Serie A                         | 16-04-2000 | Inter        | 1–2       | Juventus         |
| 2000–01   | Serie A                         | 03-12-2000 | Inter        | 2–2       | Juventus         |
| 2000–01   | Serie A                         | 14-04-2001 | Juventus     | 3–1       | Inter            |
| 2001–02   | Serie A                         | 27-10-2001 | Juventus     | 0–0       | Inter            |
| 2001–02   | Serie A                         | 09-03-2002 | Inter        | 2–2       | Juventus         |
| 2002–03   | Serie A                         | 19-10-2002 | Inter        | 1–1       | Juventus         |
| 2002–03   | Serie A                         | 02-03-2003 | Juventus     | 3–0       | Inter            |
| 2003–04   | Serie A                         | 29-11-2003 | Juventus     | 1–3       | Inter            |
| 2003–04   | Coppa Italia Semifinal          | 04-02-2004 | Juventus     | 2–2       | Inter            |
| 2003–04   | Coppa Italia Semifinal          | 12-02-2004 | Inter        | 2–2 2     | Juventus         |
| 2003–04   | Serie A                         | 04-04-2004 | Inter        | 3–2       | Juventus         |
| 2004–05   | Serie A                         | 28-11-2004 | Inter        | 2–2       | Juventus         |
| 2004–05   | Serie A                         | 20-04-2005 | Juventus     | 0–1       | Inter            |
| 2005–06   | Supercoppa Italiana             | 20-08-2005 | Juventus     | 0–1       | Inter            |
| 2005–06   | Serie A                         | 02-10-2005 | Juventus     | 2–0       | Inter            |
| 2005–06   | Serie A                         | 12-02-2006 | Inter        | 1–2       | Juventus         |
| 2007–08   | Serie A                         | 04-11-2007 | Juventus     | 1–1       | Inter            |
| 2007–08   | Coppa Italia Cuartos de final   | 23-01-2008 | Inter        | 2–2       | Juventus         |
| 2007–08   | Coppa Italia Cuartos de final   | 30-01-2008 | Juventus     | 2–3       | Inter            |
| 2007–08   | Serie A                         | 22-03-2008 | Inter        | 1–2       | Juventus         |
| 2008–09   | Serie A                         | 22-11-2008 | Inter        | 1–0       | Juventus         |
| 2008–09   | Serie A                         | 18-04-2009 | Juventus     | 1–1       | Inter            |
| 2009–10   | Serie A                         | 05-12-2009 | Juventus     | 2–1       | Inter            |
| 2009–10   | Coppa Italia Cuartos de final   | 28-01-2010 | Inter        | 2–1       | Juventus         |
| 2009–10   | Serie A                         | 16-04-2010 | Inter        | 2–0       | Juventus         |
| 2010–11   | Serie A                         | 03-10-2010 | Inter        | 0–0       | Juventus         |
| 2010–11   | Serie A                         | 13-02-2011 | Juventus     | 1–0       | Inter            |
| 2011–12   | Serie A                         | 29-10-2011 | Inter        | 1–2       | Juventus         |
| 2011–12   | Serie A                         | 25-03-2012 | Juventus     | 2–0       | Inter            |
| 2012–13   | Serie A                         | 03-11-2012 | Juventus     | 1–3       | Inter            |
| 2012–13   | Serie A                         | 30-03-2013 | Inter        | 1–2       | Juventus         |
| 2013–14   | Serie A                         | 14-09-2013 | Inter        | 1–1       | Juventus         |
| 2013–14   | Serie A                         | 02-02-2014 | Juventus     | 3–1       | Inter            |
| 2014–15   | Serie A                         | 06-01-2015 | Juventus     | 1–1       | Inter            |
| 2014–15   | Serie A                         | 16-05-2015 | Inter        | 1–2       | Juventus         |
| 2015–16   | Serie A                         | 18-10-2015 | Inter        | 0–0       | Juventus         |
| 2015–16   | Coppa Italia Semifinal (ida)    | 27-01-2016 | Juventus     | 3–0       | Inter            |
| 2015–16   | Serie A                         | 28-02-2016 | Juventus     | 2–0       | Inter            |
| 2015–16   | Coppa Italia Semifinal (vuelta) | 02-03-2016 | Inter        | 3–0 3     | Juventus         |
| 2016–17   | Serie A                         | 18-09-2016 | Inter        | 2–1       | Juventus         |
| 2016–17   | Serie A                         | 05-02-2017 | Juventus     | 1–0       | Inter            |
| 2017–18   | Serie A                         | 09-12-2017 | Juventus     | 0–0       | Inter            |
| 2017–18   | Serie A                         | 28-04-2018 | Inter        | 2–3       | Juventus         |
| 2018–19   | Serie A                         | 07-12-2018 | Juventus     | 1–0       | Inter            |
| 2018–19   | Serie A                         | 27-04-2019 | Inter        | 1–1       | Juventus         |
| 2019–20   | Serie A                         | 06-10-2019 | Inter        | 1–2       | Juventus         |
| 2019–20   | Serie A                         | 08-03-2020 | Juventus     | 2–0       | Inter            |
| 2020–21   | Serie A                         | 17-01-2021 | Inter        | 2–0       | Juventus         |
| 2020–21   | Coppa Italia Semifinal          | 02-02-2021 | Inter        | 1–2       | Juventus         |
| 2020–21   | Coppa Italia Semifinal          | 09-02-2021 | Juventus     | 0–0       | Inter            |
| 2020–21   | Serie A                         | 16-05-2021 | Juventus     | 3–2       | Inter            |
| 2021–22   | Serie A                         | 24-10-2021 | Inter        | 1–1       | Juventus         |
| 2021–22   | Supercoppa Italiana             | 12-01-2022 | Inter        | 2–1 4     | Juventus         |
| 2021–22   | Serie A                         | 03-04-2022 | Juventus     | 0–1       | Inter            |
| 2021–22   | Coppa Italia Final              | 11-05-2022 | Juventus     | 2–4       | Inter            |
| 2022–23   | Serie A                         | 06-11-2022 | Juventus     | 2–0       | Inter            |
| 2022–23   | Serie A                         | 19-03-2023 | Inter        | 0–1       | Juventus         |
| 2022–23   | Coppa Italia Semifinal          | 04-04-2023 | Juventus     | 1–1       | Inter            |
| 2022–23   | Coppa Italia Semifinal          | 26-04-2023 | Inter        | 1–0       | Juventus         |
| 2023–24   | Serie A                         | 26-11-2023 | Juventus     | 1–1       | Inter            |
| 2023–24   | Serie A                         | 04-02-2024 | Inter        | 1–0       | Juventus         |
| 2024–25   | Serie A                         | 27-10-2024 | Inter        | 4–4       | Juventus         |
| 2024–25   | Serie A                         | 16-02-2025 | Juventus     | 1–0       | Inter            |

1 En los cuartos de final de la Coppa Italia 1991–92 la Juventus ganó 2–1 en el tiempo extra después de que ambos equipos empataran 1–1 en el agregado.
2 La semifinal de la Coppa Italia 2003–04 la Juventus ganó 7–6 en los penaltis después de que ambos equipos empataran 2–2 en el total.
3 La semifinal de la Coppa Italia 2015–16 la Juventus ganó 5–3 en los penaltis luego de que ambos equipos empataran 3–3 en el total.
4 En la Supercoppa Italiana 2021 el Inter ganó 2–1 en el tiempo extra después de que ambos equipos empataran 1–1 en el agregado.

## Estadísticas
Actualizado al 16 de febrero de 2025.
| TOTAL                                              | TOTAL | TOTAL | TOTAL | TOTAL | TOTAL | TOTAL |
|                                                    | PJ    | VJ    | E     | VI    | GJ    | GI    |
| -------------------------------------------------- | ----- | ----- | ----- | ----- | ----- | ----- |
| Primera División de Italia (1909-1929 e 1945-1946) | 27    | 8     | 7     | 12    | 36    | 46    |
| Serie A (1929-1943 e 1946-act.)                    | 184   | 88    | 47    | 49    | 264   | 213   |
| Total campeonato                                   | 211   | 96    | 54    | 61    | 300   | 259   |
| Campeonato Alta Italia (1943-1944)                 | 2     | 1     | 0     | 1     | 2     | 2     |
| Copa Italia (1936-act)                             | 36    | 15    | 9     | 12    | 53    | 45    |
| Supercopa de Italia                                | 2     | 0     | 0     | 2     | 1     | 3     |
| Preliminares Mitropa (1929)                        | 1     | 1     | 0     | 0     | 1     | 0     |
| Trofeo Picchi (1971)                               | 1     | 0     | 0     | 1     | 1     | 3     |
| Total partidos oficiales                           | 253   | 113   | 63    | 77    | 358   | 312   |
| Torneos amistosos                                  | 14    | 4     | 4     | 6     | 19    | 32    |
| Total partidos                                     | 267   | 117   | 67    | 83    | 377   | 344   |

## Datos relevantes

### Finales
| Temporada           | Campeón     | Resultado   | Subcampeón  | Sede Final               |
| Copa Italia         | Copa Italia | Copa Italia | Copa Italia | Copa Italia              |
| ------------------- | ----------- | ----------- | ----------- | ------------------------ |
| 1958-59             | Juventus    | 4 - 1       | Inter       | Estadio Giuseppe Meazza  |
| 1964-65             | Juventus    | 1 - 0       | Inter       | Estadio Olímpico de Roma |
| 2021-22             | Inter       | 4 - 2       | Juventus    | Estadio Olímpico de Roma |
| Supercopa de Italia |             |             |             |                          |
| 2005                | Inter       | 1 - 0       | Juventus    | Estadio de los Alpes     |
| 2021                | Inter       | 2 - 1       | Juventus    | Estadio Giuseppe Meazza  |

### Mayor cantidad de goles en un encuentro
Más de 7 goles en un encuentro
- 10 goles el 10 de junio de 1961 Juventus 9-1 Inter.
- 9 goles el 14 de diciembre de 1913 Juventus 7-2 Inter.
- 8 goles el 17 de enero de 1932 Juventus 6-2 Ambrosiana Inter.
- 8 goles el 19 de junio de 1975 Inter 2-6 Juventus por Copa de Italia
- 8 goles el 27 de octubre de 2024 Inter 4-4 Juventus por Serie A
- 7 goles el 26 de noviembre de 1911 Inter 6-1 Juventus.
- 7 goles el 4 de enero de 1913 Inter 6-1 Juventus.

### Mayores goleadas a favor del Inter
Cuatro goles de diferencia o Inter anotó cinco o más goles
- Inter 6-1 Juventus el 26 de noviembre de 1911.
- Juventus 0-4 Inter  el 11 de febrero de 1912.
- Inter 6-1 Juventus el 4 de enero de 1914.
- Ambrosiana Inter 4-0 Juventus el 17 de noviembre de 1935.
- Ambrosiana Inter 5-0 Juventus el 16 de octubre de 1938.
- Ambrosiana Inter 4-0 Juventus el 17 de septiembre de 1939.
- Inter 6-0 Juventus el  4 de abril de 1954.
- Inter 4-0 Juventus el 11 de noviembre de 1979.
- Inter 4-0 Juventus el 11 de noviembre de 1984.

### Mayores goleadas a favor de la Juventus
Cuatro goles de diferencia o Juventus anotó cinco o más goles
- Juventus 7-2 Inter el 14 de diciembre de 1913.
- Juventus 6-2 Ambrosiana Inter el 17 de enero de 1932.
- Juventus 4-0 Ambrosiana Inter el 17 de mayo de 1942.
- Juventus 5-1 Inter el 3 de marzo de 1957.
- Juventus 9-1 Inter el 10 de junio de 1961.
- Inter 2-6 Juventus el 19 de junio de 1975 por Copa de Italia.

### Máximos goleadores
A continuación se muestra la lista de jugadores que han marcado al menos cuatro goles en partidos oficiales.
| Posición | Nombre               | Equipo                           | Goles |
| -------- | -------------------- | -------------------------------- | ----- |
| 1        | Giuseppe Meazza      | Internazionale (10) Juventus (2) | 12    |
| 1        | Omar Sívori          | Juventus                         | 12    |
| 1        | Roberto Boninsegna   | Internazionale (9) Juventus (3)  | 12    |
| 4        | Alessandro Del Piero | Juventus                         | 10    |
| 5        | Pietro Anastasi      | Juventus                         | 9     |
| 6        | Benito Lorenzi       | Internazionale                   | 8     |
| 6        | Alessandro Altobelli | Internazionale                   | 8     |
| 8        | Giampiero Boniperti  | Juventus                         | 7     |
| 8        | Roberto Baggio       | Juventus                         | 7     |
| 8        | Julio Cruz           | Internazionale                   | 7     |
| 11       | Sandro Mazzola       | Internazionale                   | 5     |
| 11       | Roberto Bettega      | Juventus                         | 5     |
| 11       | Mauro Icardi         | Internazionale                   | 5     |
| 14       | Michel Platini       | Juventus                         | 4     |
| 14       | Christian Vieri      | Internazionale                   | 4     |
| 14       | Álvaro Morata        | Juventus                         | 4     |
| 14       | Arturo Vidal         | Juventus (3) Internazionale (1)  | 4     |
| 14       | Cristiano Ronaldo    | Juventus                         | 4     |
| 14       | Paulo Dybala         | Juventus                         | 4     |
| 14       | Ivan Perišić         | Internazionale                   | 4     |
| 14       | Juan Cuadrado        | Juventus                         | 4     |

### Futbolistas que han jugado en ambos equipos
Listado de los jugadores que han jugado en la Juventus e Inter de Milan durante su carrera.
| Lista completa |
| --- |
| A - Luigi Allemandi - Alessandro Altobelli - Pietro Anastasi B - Dino Baggio - Roberto Baggio - Roberto Boninsegna - Leonardo Bonucci - Tarcisio Burgnich C - Enrico Candiani - Fabio Cannavaro - Franco Causio - Luigi Cevenini - Juan Cuadrado D - Edgar Davids F - Giovanni Ferrari G - Fabio Grosso I - Zlatan Ibrahimović L - Ugo Locatelli M - Giuseppe Meazza P - Angelo Peruzzi - Andrea Pirlo S - Giuliano Sarti - Salvatore Schillaci - Pietro Serantoni - Aldo Serena T - Marco Tardelli V - Giuseppe Viani - Patrick Vieira - Christian Vieri - Arturo Vidal |

### Entrenadores que han dirigido en ambos equipos
| Lista completa |
| --- |
| C - Antonio Conte H - Heriberto Herrera R - Claudio Ranieri T - Giovanni Trapattoni V - József Viola Z - Alberto Zaccheroni |

### Palmarés
A continuación se expone una tabla comparativa de los trofeos ganados por ambos clubes:
| Competición                                   | Internazionale | Juventus |
| --------------------------------------------- | -------------- | -------- |
| Serie A                                       | 20             | 36       |
| Copa Italia                                   | 9              | 15       |
| Supercopa de Italia                           | 8              | 9        |
| Copa de Europa / Liga de Campeones de la UEFA | 3              | 2        |
| Recopa de Europa                              | 0              | 1        |
| Copa de la UEFA / UEFA Europa League          | 3              | 3        |
| Copa Intertoto de la UEFA                     | 0              | 1        |
| Supercopa de Europa                           | 0              | 2        |
| Copa Intercontinental                         | 2              | 2        |
| Copa Mundial de Clubes de la FIFA             | 1              | 0        |
| Total                                         | 46             | 71       |